# ISO 3166-2:AM
ISO 3166-2:AM este o secțiune a ISO 3166-2, parte a standardului ISO 3166, publicat de Organizația Internațională de Standardizare (ISO), care definește codurile pentru subdiviziunile Armeniei (a cărui cod ISO 3166-1 alpha-2 este AM).
În prezent, 1 oraș și 10 provincii au alocate coduri. Fiecare cod începe cu AM-, urmat de două litere.

## Codurile actuale
Codurile și numele diviziunilor sunt listate așa cum se regăsesc în standardul publicat de Agenția de Mentenanță a standardului ISO 3166 (ISO 3166/MA). Faceți click pe butonul din capul listei pentru a sorta fiecare coloană.
| Cod   | Nume subdiviziune | Tip subdiviziune |
| ----- | ----------------- | ---------------- |
| AM-ER | Erevan            | oraș             |
| AM-AG | Aragac̣otn         | provincie        |
| AM-AR | Ararat            | provincie        |
| AM-AV | Armavir           | provincie        |
| AM-GR | Geġark'unik'      | provincie        |
| AM-KT | Kotayk'           | provincie        |
| AM-LO | Loṙy              | provincie        |
| AM-SH | Širak             | provincie        |
| AM-SU | Syunik'           | provincie        |
| AM-TV | Tavuš             | provincie        |
| AM-VD | Vayoc Jor         | provincie        |